# Jörg Schmidt-Reitwein
Jörg Schmidt-Reitwein, né le 21 février 1939 à Königs Wusterhausen (dans le Brandebourg, en Allemagne) et mort le 21 août 2023, est un directeur de la photographie allemand qui a collaboré avec le réalisateur Werner Herzog pour plusieurs projets.
Parmi ses nombreuses collaborations avec d'autres réalisateurs, Jörg Schmidt-Reitwein est connu pour avoir filmé Land of Look Behind, le documentaire sur la Jamaïque et la mort de Bob Marley réalisé par Alan Greenberg.

## Biographie
Jörg Schmidt-Reitwein est le fils du peintre Karl Schmidt-Reitwein. Il passe les douze premières années de sa vie à Lübeck, ville où il commence des études de physique à l'école Steiner-Waldorf en 1957. Désireux de faire carrière dans l'industrie du cinéma, il se rend à Berlin en 1959. Après la construction du mur de Berlin, il se retrouve du côté est, communiste, et capturé lors de sa tentative de faire passer sa petite amie à l'ouest. Il est condamné à cinq ans d'emprisonnement et après plus de trois ans passés au pénitencier, il est libéré contre une rançon de 84,000 DM payée par le gouvernement de l'Allemagne de l'Ouest.
À Munich, en 1968, il est assistant à la caméra pour Dietrich Lohmann, puis, en 1969, Werner Herzog lui donne l'occasion d'être directeur de la photographie pour le film-documentaire Fata Morgana (1971) qui est le premier d'une longue collaboration (dix-huit films) avec ce réalisateur. Il travaille aussi avec des personnalités du nouveau cinéma allemand comme Alexander Kluge, Herbert Achternbusch, Josef Bierbichler, H.C. Blumenberg, Werner Schroeter, Alan Greenberg, Markus Fischer, Douglas Wolfsperger ou André Heller. Il reçoit plusieurs prix dont deux Deutscher Filmpreis. 
Schmidt-Reitwein est aussi chargé de cours à l'Académie du film de Ludwigsburg et à l'Université des Philippines à Manille.
Il travaille également pour la télévision, notamment pour des publicités pour Nike, Master Card, Swiss Com et Mercedes-Benz.

## Filmographie partielle
- 1971 : Au pays du silence et de l'obscurité de Werner Herzog
- 1971 : Handicapped Future de Werner Herzog
- 1971 : Fata Morgana de Werner Herzog
- 1974 : Die große Ekstase des Bildschnitzers Steiner de Werner Herzog
- 1974 : L'Énigme de Kaspar Hauser de Werner Herzog
- 1976 : Cœur de verre (Herz aus Glas) de Werner Herzog
- 1978 : L'Allemagne en automne de différents réalisateurs
- 1979 : Nosferatu, fantôme de la nuit de Werner Herzog
- 1979 : Woyzeck de Werner Herzog
- 1982 : Land of Look Behind d'Alan Greenberg
- 1984 : Le Pays où rêvent les fourmis vertes (Wo die grünen Ameisen träumen) de Werner Herzog
- 1993 : Les Cloches des profondeurs de Werner Herzog

## Prix récompenses et honneurs
- 1976 : Deutscher Filmpreis d'or pour Cœur de verre (Herz aus Glas) de Werner Herzog
- 1984 : Deutscher Filmpreis d'or pour Le Pays où rêvent les fourmis vertes (Wo die grünen Ameisen träumen) de Werner Herzog